# بورغيس (كورنوال)
بورغيس (بالإنجليزية: Burgois)‏ هي قرية تقع في المملكة المتحدة في كورنوال.